# 火闪导弹
費瑞火閃空對空飛彈（英語：Fairey Fireflash Air-to-Air Missile）是英國第一款在皇家空軍服役的空對空飛彈，由費瑞航空公司開發及製造。作為最早問世的空對空飛彈之一，火閃飛彈的性能相對有限，需要發射飛機從後方有限的角度接近目標以確保命中率。
大約有300枚量產型火閃飛彈作為訓練武器列裝，以幫助英國皇家空軍飛行員熟悉飛彈發射系統。它於1957年短暫宣布投入使用，並在第二年迅速被德哈維蘭火紋空對空飛彈取代。

## 開發

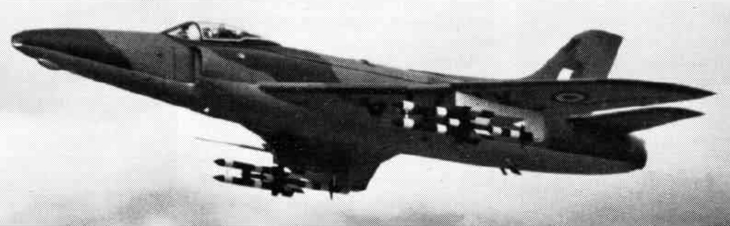
1956年一架掛載2枚火閃空對空飛彈的超級馬林雨燕F.7噴射戰鬥機。

### 紅鷹
二戰末期1945年1月，英國空軍部發布一項稱為OR.1056的空對空飛彈開發案，並由軍需部賦予“紅鷹”（Rad Hawk）的色彩代號。其設計基於皇家航空研究院對一款名為西班牙獵犬（Spaniel）實驗地對空飛彈進行的研究，他們發現手動指令導引的飛彈性能相當不理想，因此需要對導引系統進行一定程度的自動化以提升飛彈性能。這最終帶來了半主動雷達導引的“阿提米絲”（Artemis）飛彈，以及乘波導引的加大版本“小班”（Little Ben）飛彈的問世。OR.1056整體設計與小班飛彈類似，使用AI IX型機載照明雷達發射的波束進行導引。
1947年，皇家航空研究院囊括了當時英國正在進行的所有制導武器項目。後來時任國防研究政策委員會主席亨利·蒂澤德召開一次會議，以合理地重新分配制導武器業務，並開始專注推動4個關鍵飛彈項目的進程，這些項目原定於1957年投入使用，其中包括皇家海軍的“海蛞蝓”（Seaslug）艦載防空飛彈、海蛞蝓飛彈的陸基版本“紅異端”（Red Heathen）防空飛彈、“藍野豬”（Blue Boar）電視制導滑翔炸彈和紅鷹空對空飛彈。
英國最初將紅鷹飛彈的開發合約於1947年10月授予格羅斯特飛機公司，然而他們提出的飛彈設計實際上是一台小型後掠翼無人機，掛載於飛機下方的凹槽中並於發射前伸出掛架。皇家航空研究院決定於1947年末自主研發出新的設計。此設計體積較小，使用4個RP-3火箭彈的引擎進行助推，然後將中央彈體彈出並滑翔向目標。

### 粉紅鷹/藍天
研發人員很快發現紅鷹飛彈的研發需求超出了當時最先進的科技水平，只能轉而開發一種更簡單的武器。1949年，皇家航空研究院制定了一個稱為“粉紅鷹”的簡化規格飛彈，要求其可對活塞引擎轟炸機進行尾後攻擊。由於該代號的非隨機性，粉紅鷹的名字很快就被官方色彩代號“藍天”所取代，紅鷹飛彈項目也在短暫延續一段時間後終止。1951年11月，空軍參謀部發布了名為OR.1117的飛彈開發案，代號為“藍松鴉”（Blue Jay），使用紅外線導引設計，後來成為取代火閃飛彈的火紋空對空飛彈。
費瑞航空公司贏得了開發藍天飛彈的合約，並給予“5號計劃”的內部代號。與最初的小班飛彈一樣，5號計劃規格要求其能從後方15°錐體範圍內發射乘波導引飛彈。二戰時期德國研究表明火箭的尾氣會使飛彈後方的空氣電離化，從而干擾無線電信號，因此費瑞航空基於最初的紅鷹佈局，使用在飛行過程中脫落的助推器設計，但以2枚訂製的“鸛式”（Stork）助推火箭替代了原來的4枚RP-3火箭。鸛式助推火箭使用固體燃料火箭引擎並固定於飛彈本體中部，其火箭噴嘴稍微傾斜，以便使飛彈自旋從而消除推力的不對稱性並提高精度。當助推火箭耗盡燃料時，一個小型無煙火藥引信將切斷接合處，使彈頭分離並滑翔向目標。費瑞航空將其開發中的Delta 2超音速飛機的引擎開發項目經驗也運用在藍天飛彈的開發上，其使用訂製的液體燃料火箭引擎Beta 2於實驗模型上。同時費瑞航空還著手開發對藍天飛彈至關重要的複雜多通道遙測系統。

### 測試與使用
隨著開發的進展，英國皇家空軍將藍天飛彈項目正式命名為火閃空對空飛彈。火閃飛彈於1953年首次實彈射擊成功，摧毀了1架從英國皇家空軍阿伯樸機場起飛的費瑞螢火蟲無人機。火閃飛彈甚至於一次測試中直接擊中無人機，並切斷其尾輪。
至1955年已經生產了大約300枚飛彈，但英國皇家空軍很快決定不在其庫存中保留該類型，因為具有更先進設計的飛彈即將研發完成。1955年至1957年間，這300枚飛彈中的許多飛彈均由位於南澳大利亞皇家空軍峽谷和伍麥拉試驗場的第6聯合軍種試驗部隊使用格羅斯特流星NF.11夜間戰鬥機進行了測試，隨後再由第1制導武器開發中隊使用超級馬林雨燕F.7噴射戰鬥機進行測試。
1957年8月，英國皇家空軍以非常有限的規模列裝了火閃空對空飛彈，並獲得“對抗活塞引擎轟炸機的能力有限”的評價。英國皇家空軍從1958年8月開始以更有效的火紋紅外導引空對空飛彈取代之。

## 設計

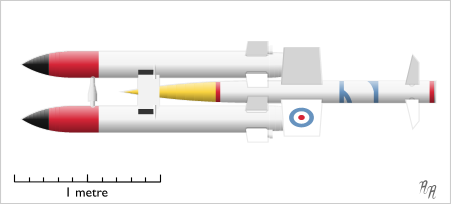
火閃空對空飛彈示意圖

火閃空對空飛彈是一種乘波導引飛彈，飛行員將機載雷達的波束瞄準目標，飛彈便會沿著發射的無線電波束飛行。但火閃飛彈有一個非常不尋常的配置：飛彈本體沒有引擎。它由前機身上的一對火箭助推器驅動（飛彈在助推階段不受制導），並在發射1.5秒後分離。飛彈彈體將獲得大約2馬赫的速度，並在機載雷達的導引下繼續滑翔向目標。這種設計極大地限制了射程和飛行持續時間，但可避免火箭引擎尾氣中的電離粒子干擾無線電導引信號，不過後續的研究表明該干擾影響微乎其微。
飛彈本體的轉向是通過十字形配置的4個控制翼面來完成的。它們由4對氣動伺服馬達及電磁閥操作。1個加壓至3,000磅/平方英寸（21,000千帕）的高壓空氣瓶為伺服馬達提供氣動，並為飛彈慣性導航系統中的3個氣動陀螺儀提供用於旋轉的空氣。在飛彈發射之前需要由發射飛機提供高壓空氣來旋轉陀螺儀。控制系統可使飛彈保持在機載雷達發射波束的中心位置，飛行員將使用瞄準器使光束對準目標，如此機載射控雷達便會發射與瞄準器準心方向一致的無線電波束。此導引系統的一個優點是它不會受到使用干擾絲等雷達對抗措施的影響。因為飛彈的無線電接收器安裝在後部，只能檢測到來自發射飛機的無線電訊號。

## 使用國家
英国
- 英國皇家空軍：於1958年逐步退役完畢。

## 博物館
火閃空對空飛彈是科斯福德皇家空軍博物館、聖摩甘皇家空軍康沃爾航空博物館和莫爾登聯合軍事服務博物館館藏的一部分。英國皇家空軍霍恩徹奇遺產中心存放著一個缺少推進火箭的火閃飛彈本體。

### 引文
1. 1 2 3 4 5  Gibson & Buttler 2007，第31頁.
2. 1 2  Twigge 1993，第163頁.
3. ↑  Gibson & Buttler 2007，第33頁.
4. ↑  Gibson & Buttler 2007，第32頁.
5. 1 2 3  Flight 1957，第227頁.
6. 1 2  Flight 1957，第223頁.
7. ↑  Flight 1957，第226頁.
8. ↑  Boyne 2002，第267頁.
9. 1 2  . Royal Air Force Museum.   [29 December 2012]. （原始内容存档于5 May 2013）.
10. ↑  . Etko Electronics.   [29 December 2012].[永久]
11. ↑  . Combined Military Services Museum.   [24 August 2021]. （原始内容存档于2023-06-29）.
12. ↑  . Hornchurch Aerodrome Historical Trust.   [24 August 2021]. （原始内容存档于2023-08-03）.

### 書目
- Boyne, Walter J. . ABC-CLIO Inc. 2002. ISBN 1-57607-345-9 （英语）.
- Gibson, Chris; Buttler, Tony. . Midland Publishing. 2007. ISBN 9781857802580 （英语）.
- . Flight. Vol. 72 no. 2534. 16 August 1957: 223–228  [2023-08-03]. （原始内容存档于2014-02-01） （英语）.
- Twigge, Stephen. . Taylor & Francis. 1993. ISBN 9783718652976 （英语）.

## 外部連結
- 藍天計劃與Ekco英國電子公司。
- 英國制導飛彈 （页面存档备份，存于）：一部百代新聞社於1956年的短紀錄片，記錄火閃飛彈射擊靶機的過程。